# Giuseppe Baldrighi
Giuseppe Baldrighi (Stradella, 12 agosto 1722 – Parma, 12 gennaio 1803) è stato un pittore italiano.

## Biografia
Nacque a Stradella, in provincia di Pavia, il 12 agosto 1722
Nel 1730 circa si trasferì con la famiglia a Napoli e poi a Firenze, dove forse fu apprendista presso Vincenzo Meucci. Nel 1750 fu tra i soci onorari dell'Accademia Clementina a Bologna, dove si sarebbe distinto per le innovazioni apportate nel campo della miniatura, facendosi notare dal duca di Parma, don Filippo di Borbone.
Questi lo invierà dal 1752 al 1756 a Parigi, nell'atelier di François Boucher, nella città francese, il Baldrighi, si interesserà anche alle opere di Alexandre-François Desportes e di Jean-Baptiste Oudry, come si può osservare nel Ritratto di Jacopo Sanvitale, conservato alla Rocca di Fontanellato. In questo periodo, alla maniera di Oudry dipingerà grandi teste di animali la serie composta da quattro pezzi: una testa di leone, una testa di tigre e un lupo e un'aquila. Del 1756 è la Carità romana, conservata ad Angers, che gli varrà la patente dell'Académie Royale.
Tornato a Parma, divenne pittore di corte e direttore della locale Accademia, la sua casa parmense "era il ridotto della gente di lettere e il recapito dei forestieri istruiti", indubbiamente il rapporto con la corte parmense, che con l'ascesa al potere di don Filippo, figlio di Filippo V di Spagna, e della consorte, Elisabetta di Borbone-Francia, figlia di Luigi XV di Francia, si avviava ad un processo di aggiornamento sui più vitali indirizzi della cultura europea, in città infatti era presente il filosofo Etienne Condillac, come istruttore del figlio di don Filippo.
In questo clima il Baldrighi si appropriò dei valori laici e profani, già appresi nel soggiorno parigino. Sintomatico è il fatto che decise di dedicarsi quasi esclusivamente al ritratto, tra questi, l'Autoritratto con la moglie (post 1756), ora alla Galleria Nazionale di Parma. In questi persegue un approfondimento delle tendenze realistiche borghesi, in cui si distingue la chiara individuazione fisiognomica e l'esplicitazione della posizione sociale.
I suoi personaggi inoltre cercano un contatto immediato con l'osservatore, proponendosi come membri di una società colta e cosmopolita. La famiglia di don Filippo di Borbone, del 1757-58, Parma, Galleria Nazionale, è un ritratto di gruppo, probabilmente ambientato nella residenza estiva di Colorno. È inserito in un salottino intimo, in cui è raccolta la famiglia ducale, al centro sono don Filippo e la consorte, sulla sinistra i figli don Ferdinando e Maria Luisa, sulla destra Isabella e madama Caterina de Gonzales, vista di profilo contro un drappo che scende fino al pavimento. I sovrani sono ritratti come se stessero intrattenendo una conversazione privata, in una disposizione d'animo affabile e confidenziale.